# Йохан IV (Насау)
Йохан IV фон Насау-Диленбург (на немски: Johann IV von Nassau-Dillenburg; * 1 август 1410, Диленбург; † 3 февруари 1475, Диленбург) е от 1442 до 1475 г. граф на Насау-Диленбург, господар на Бреда, граф на Вианден и Насау-Диц, маршал на Вестфалия (1450 – 1454).

## Живот
Той е син на граф Енгелберт I (1370 – 1442) и на Йохана фон Поланен (1392 – 1445).
Наследява баща си в Нидерландия. Като военачалник Йохан служи при бургундските херцози Филип Добрия и Шарл Дръзки и става през 1445 г. сенешал на Бургундия.

## Фамилия
Йохан IV се жени на 7 фервруари 1440 г. за графиня Мария от Лоон-Хайнсберг (1424 – 1502), дъщеря на граф Йохан II фон Юлих-Хайнсберг († 1438) и Анна фон Золмс-Браунфелс († 1433). Те имат децата:
- Анна (1441 – 1513), ∞ 1467 г. херцог Ото V фон Брауншвайг-Люнебург, и 1474 г. за граф Филип I фон Катценелнбоген
- Йохана (1444 – 1488), ∞ 1467 г. граф Филип I фон Валдек
- Одилия (1445 – 1493)
- Адриана (1449 – 1477), ∞ 1468 г. граф Филип I фон Ханау-Мюнценберг
- Енгелберт II (1451 – 1504), наследник в Бреда и Вианден, ∞ 1469 г. за Кимбурга фон Баден
- Йохан V (1455 – 1516), наследник в Диленбург, ∞ 1481 г. за Елизабет фон Хесен-Марбург